# Demasiado corazón
Demasiado corazón é uma telenovela mexicana produzida por Epigmenio Ibarra e exibida pela Azteca entre 6 de outubro de 1997 e 29 de maio de 1998. 
Foi protagonizada por Demián Bichir e Claudia Ramírez e antagonizada por Daniel Giménez Cacho e Álvaro Guerrero.

## Sinopse
Uma nova história começa para o comandante Alfonso Carbajal. Agora ele é um policial aposentado e está acompanhado por Natalia Solórzano, uma jovem ginecologista e filha de um importante político. Uma história de amor, uma paixão imersa na mais dura realidade que hoje existe neste país. É uma história difícil, forte e impossível, mas também um compromisso de acreditar que mesmo nas situações mais terríveis, o amor e a vida podem existir. 

## Elenco
- Demián Bichir - Comandante Alfonso Carbajal
- Claudia Ramírez - Natalia Solórzano
- Daniel Giménez Cacho - Octavio Montiel
- Gabriela Roel - Sandra Quiroz
- Damián Alcázar
- Willie Colon - Agente Feliciano Pintor
- José Ángel Llamas - Luis Mario Gómez
- Marco Bacuzzi - Fernando Montenegro
- Luis Felipe Tovar - Sapodrilo
- Luis Lemus - Agente da DEA
- Martha Verduzco
- Jesús Ochoa
- Rodrigo Murray
- Fernando Becerril
- Fabián Corres
- Carmen Delgado
- Jorge Galván
- Leticia Huijara
- Álvaro Guerrero - "Senhor dos Céus"
- Arleta Jeziorska - Gisella
- Claudia Lobo - Alma